# Katarzyna Kiedrzynek
Katarzyna Kiedrzynek, född 19 mars 1991 i Lublin, är en polsk fotbollsmålvakt som spelar för Paris Saint-Germain. Hon har även spelat för det polska landslaget.

## Karriär
Mellan 2007 och 2013 spelade Kiedrzynek för Górnik Łęczna. I juli 2013 värvades Kiedrzynek av franska Paris Saint-Germain.
I maj 2020 värvades Kiedrzynek av tyska VfL Wolfsburg, där hon skrev på ett treårskontrakt. Den 7 juni 2023 blev Kiedrzynek klar för en återkomst i Paris Saint-Germain, där hon skrev på ett tvåårskontrakt.